# China Guodian Corporation
Die China Guodian Corporation (chinesisch 中国国电集团公司, Pinyin Zhōngguó Guódiàn Jítuán Gōngsī) war einer der größten chinesischen Stromversorger. Er besaß eine installierte Leistung von 122 GW (zum Vergleich RWE: etwa 25 GW). Zu Guodian gehörte auch der Windkraftanlagenbetreiber Longyuan Power und der -hersteller Guodian United Power. Anfangs wurden Windkraftanlagen nach Entwürfen von aerodyn Energiesysteme gefertigt.
Mehrere Tochterunternehmen waren an der Börse notiert.

## Geschichte
2017 wurde das Unternehmen mit der Shenhua Group zu China Energy Investment zusammengeschlossen.